# Sportjahr 2011
Liste der Sportjahre

◄◄ | ◄ | 2007 | 2008 | 2009 | 2010 | Sportjahr 2011 | 2012 | 2013 | 2014 | 2015 | ► | ►►

Weitere Ereignisse

## American Football
- 6. Februar: Die Green Bay Packers gewinnen Super Bowl XLV in Arlington, Texas, gegen die Pittsburgh Steelers mit 31:25.
- 18. Juni: Die Swarco Raiders Tirol gewinnen mit 27:12 gegen die Berlin Adler den Eurobowl XXV.
- 23. Juni: Die Swarco Raiders Tirol gewinnen den Austrian Bowl XXVII gegen die Raiffeisen Vikings Vienna mit 23:13.
- 8. Oktober: Die Schwäbisch Hall Unicorns gewinnen den German Bowl XXXIII im MDCC-Arena, Magdeburg, gegen die Kiel Baltic Hurricanes mit 48:44.

## Automobilsport

### 24-Stunden-Rennen von Le Mans
Das 24-Stunden-Rennen von Le Mans 2011 fand vom 11. bis zum 12. Juni statt. Gesamtsieger war das Audi Sport Team Joest mit den Fahrern Marcel Fässler, André Lotterer und Benoît Tréluyer. Überschattet wurde das Rennen von drei schweren Unfällen, an denen jeweils Allan McNish, Mike Rockenfeller und Jan Magnussen bzw. Horst Felbermayr beteiligt waren.

### Formelsport
Die 62. Saison der Formel-1-Weltmeisterschaft wurde vom 27. März bis zum 27. November ausgetragen. Sebastian Vettel gewann den Weltmeistertitel mit Red Bull Racing, die gleichzeitig Konstrukteursweltmeister wurden.
Romain Grosjean gewann den Titel in der GP2, während Valtteri Bottas in der GP3 triumphierte.

### Rallyesport
Sébastien Loeb gewann den Titel in der WRC mit Citroën.

### Tourenwagen
In der DTM ging der Markentitel an Audi, Martin Tomczyk gewann den Fahrertitel.
In der WTCC gewann Yvan Muller auf Chevrolet den Titel.

## Badminton
Höhepunkte des Badmintonjahres 2011 waren die Weltmeisterschaft und der Sudirman Cup.

### BWF Super Series
| Veranstaltung | Herreneinzel  | Dameneinzel              | Herrendoppel                        | Damendoppel                  | Mixed                                       |
| ------------- | ------------- | ------------------------ | ----------------------------------- | ---------------------------- | ------------------------------------------- |
| Malaysia      | Lee Chong Wei | Wang Shixian             | Chai Biao Guo Zhendong              | Tian Qing Zhao Yunlei        | He Hanbin Ma Jin                            |
| Korea         | Lin Dan       | Wang Yihan               | Jung Jae-sung Lee Yong-dae          | Wang Xiaoli Yu Yang          | Zhang Nan Zhao Yunlei                       |
| All England   | Lee Chong Wei | Wang Shixian             | Mathias Boe Carsten Mogensen        | Wang Xiaoli Yu Yang          | Xu Chen Ma Jin                              |
| Indien        | Lee Chong Wei | Porntip Buranaprasertsuk | Hirokatsu Hashimoto Noriyasu Hirata | Miyuki Maeda Satoko Suetsuna | Tontowi Ahmad Liliyana Natsir               |
| Singapur      | Chen Jin      | Wang Xin                 | Cai Yun Fu Haifeng                  | Tian Qing Zhao Yunlei        | Tontowi Ahmad Liliyana Natsir               |
| Indonesien    | Lee Chong Wei | Wang Yihan               | Cai Yun Fu Haifeng                  | Wang Xiaoli Yu Yang          | Zhang Nan Zhao Yunlei                       |
| China Masters | Chen Long     | Wang Shixian             | Jung Jae-sung Lee Yong-dae          | Xia Huan Tang Jinhua         | Xu Chen Ma Jin                              |
| Japan         | Chen Long     | Wang Yihan               | Cai Yun Fu Haifeng                  | Bao Yixin Zhong Qianxin      | Chen Hung-ling Cheng Wen-hsing              |
| Dänemark      | Chen Long     | Wang Xin                 | Jung Jae-sung Lee Yong-dae          | Wang Xiaoli Yu Yang          | Joachim Fischer Nielsen Christinna Pedersen |
| Frankreich    | Lee Chong Wei | Wang Xin                 | Jung Jae-sung Lee Yong-dae          | Wang Xiaoli Yu Yang          | Joachim Fischer Nielsen Christinna Pedersen |
| Hongkong      | Lin Dan       | Wang Xin                 | Fu Haifeng Cai Yun                  | Yu Yang Wang Xiaoli          | Zhang Nan Zhao Yunlei                       |
| China Open    | Lin Dan       | Wang Yihan               | Mathias Boe Carsten Mogensen        | Wang Xiaoli Yu Yang          | Zhang Nan Zhao Yunlei                       |
| Finale        | Lin Dan       | Wang Yihan               | Mathias Boe Carsten Mogensen        | Wang Xiaoli Yu Yang          | Zhang Nan Zhao Yunlei                       |

## Bandy
- Bandy-Weltmeisterschaft 2011 vom 23. bis 30. Januar in Kasan, Russland

## Basketball
- Dirk Nowitzki gewinnt mit den Dallas Mavericks in den NBA Finals 2011 gegen die Miami Heat seine erste NBA-Meisterschaft
- Basketball-Europameisterschaft der Damen 2011 vom 18. Juni bis 3. Juli in Polen
- Basketball-Europameisterschaft 2011 vom 31. August bis 18. September in Litauen

## Biathlon
- Biathlon-Weltmeisterschaften 2011
- Biathlon-Europameisterschaften 2011
- Sommerbiathlon-Weltmeisterschaften 2011

## Billard

### Poolbillard
- WPA-9-Ball-Weltmeisterschaft 2011 vom 25. Juni bis 2. Juli in Doha

## Bobsport
- Bob-Weltmeisterschaft 2011
- Bob-Europameisterschaft 2011

## Boxen
- Amateur-Boxweltmeisterschaften 2011 vom 22. September bis 10. Oktober in Baku
- Amateur-Boxeuropameisterschaften der Frauen 2011 in Rotterdam

## Cricket
- Cricket World Cup 2011 vom 19. Februar bis 2. April in Indien, Bangladesch und Sri Lanka

## Darts
- PDC World Darts Championship 2011 vom 16. Dezember 2010 bis 3. Januar 2011 in London
- World Matchplay 2011 vom 16. bis 24. Juli in Blackpool, England
- European Darts Championship 2011 vom 28. bis 31. Juli in Düsseldorf

## Eishockey
- April – Im DEL-Finale der 2010/11 bezwingen die Eisbären Berlin die Grizzly Adams Wolfsburg  in der Serie „best of five“ mit 3:0.
- Deutscher Meister bei den Frauen werden die Spielerinnen des ESC Planegg/Würmtal.
- Juni: Die Boston Bruins gewinnen zum sechsten Mal seit ihrem Bestehen den Stanley Cup nach dem Triumph über die Vancouver Canucks.

## Eiskunstlauf
- Eiskunstlauf-Europameisterschaften 2011
- Eiskunstlauf-Weltmeisterschaft 2011

## Eisschnelllauf
- Eisschnelllauf-Mehrkampfeuropameisterschaft 2011
- Eisschnelllauf-Mehrkampfweltmeisterschaft 2011
- Eisschnelllauf-Sprintweltmeisterschaft 2011
- Eisschnelllauf-Einzelstreckenweltmeisterschaften 2011

## Faustball
- Faustball-Weltmeisterschaft 2011 im August in Österreich

## Fechten
- Fechtweltmeisterschaften 2011 vom 8. bis 16. Oktober in Catania, Italien

## Floorball (Unihockey)
- Unihockey-Weltmeisterschaft der Damen 2011 vom 3. bis 11. Dezember in St. Gallen, Schweiz

## Freestyle-Skiing
- Freestyle-Skiing-Weltmeisterschaften 2011

## Fußball

### Nationalmannschaftsfußball

#### Fußball-Weltmeisterschaft der Frauen
Die Endrunde der Fußball-Weltmeisterschaft der Frauen 2011 war die sechste Ausspielung des bedeutendsten Turniers für Frauenfußball-Nationalmannschaften und wurde vom 26. Juni bis 17. Juli im Land des Titelverteidigers Deutschland ausgetragen. Es traten 16 Nationalmannschaften zunächst in der Gruppenphase in vier Gruppen und danach im K.-o.-System gegeneinander an. Weltmeister wurde zum ersten Mal die japanische Nationalmannschaft. Vizeweltmeister wurden die USA. Den dritten Platz belegte das schwedische Nationalteam. Titelverteidiger Deutschland schied im Viertelfinale aus. Die Teams aus Österreich und der Schweiz konnten sich nicht für die Endrunde qualifizieren.

#### U-20-Fußball-Weltmeisterschaft
Die Endrunde der U-20-Fußball-Weltmeisterschaft 2011 war die 18. Ausspielung der U-20-Fußball-Weltmeisterschaft und wurde vom 29. Juli bis 20. August in Kolumbien ausgetragen. Es traten 24 Nationalmannschaften zunächst in der Gruppenphase in sechs Gruppen und danach im K.-o.-System gegeneinander an. Weltmeister wurde zum fünften Mal die Mannschaft aus Brasilien. Diese konnten sich im Finale mit 3:2 n. V. gegen die Mannschaft aus Portugal durchsetzen. Im Spiel um Platz 3 siegte Mexiko gegen Frankreich mit 3:1.

#### U-17-Fußball-Weltmeisterschaft
Die Endrunde der U-17-Fußball-Weltmeisterschaft 2011 war die 14. Ausspielung der U-17-Fußball-Weltmeisterschaft und wurde vom 18. Juni bis 10. Juli in Mexiko ausgetragen. Es traten 24 Nationalmannschaften zunächst in der Gruppenphase in sechs Gruppen und danach im K.-o.-System gegeneinander an. Weltmeister wurde zum zweiten Mal die Mannschaft aus Mexiko. Diese konnten sich im Finale mit 2:0 gegen die Mannschaft aus Uruguay durchsetzen. Im Spiel um Platz 3 siegte Deutschland gegen Brasilien mit 4:3.

#### Afrikanische Nationenmeisterschaft
Die Confédération Africaine de Football veranstaltete vom 4. Februar bis zum 25. Februar die 2. Afrikanische Nationenmeisterschaft im Sudan. Im Vergleich zur Fußball-Afrikameisterschaft sind bei diesem Turnier nur Spieler zugelassen, welche in den heimatlichen Ligen spielen. Am 4. Februar wurde das Turnier, in dem 16 Mannschaften teilnahmen, durch das Spiel Sudan gegen die Gabun in Khartum eröffnet. Im Finale konnte sich Tunesien mit 3:0 gegen Angola durchsetzen.

#### U-21-Fußball-Europameisterschaft
Die Endrunde der U-21-Fußball-Europameisterschaft 2011 fand vom 11. bis 25. Juni erstmals in Dänemark statt. Es durften Spieler teilnehmen, die am oder nach dem 1. Januar 1988 geboren wurden. Dänemark war als Veranstalter automatisch für die Endrunde der letzten acht Teams gesetzt. Die anderen sieben Endrundenteilnehmer mussten sich zuerst qualifizieren. Als Sieger ging die spanische U-21-Mannschaft aus dem Turnier hervor, die im Endspiel die Schweiz mit 2:0 (1:0) besiegen konnte. Für Spanien bedeutete dies nach 1986 und 1998 den dritten Titel, während sich die Schweiz erstmals für das Finale qualifizieren konnte. Das Turnier diente auch als europäische Qualifikation für das Fußballturnier der Männer bei den Olympischen Spielen 2012 in London.

### Vereinsfußball

#### Nationale Meisterschaften
- Argentinien: Die in Argentinien bis 2012 aufgeteilte Meisterschaft in Apertura und Clausura gewinnen 2011 Vélez Sarsfield (Clausura) und Boca Juniors (Apertura).
- Belgien: KRC Genk gewinnt die belgische Meisterschaft. Torschützenkönig mit 22 Toren wird Ivan Perišić (FC Brügge, Kroatien).
- Brasilien: Sieger der Saison 2011 der Campeonato Brasileiro Série A wird SC Corinthians. Torschützenkönig mit 23 Toren wird Borges (FC Santos, Brasilien).
- Deutschland: Borussia Dortmund wird in der Saison 2010/11 Deutscher Meister vor Bayer 04 Leverkusen. Torschützenkönig mit 28 Toren wird Mario Gómez (FC Bayern München, Deutschland).
- Deutschland (Frauen): Der 1. FFC Turbine Potsdam wird in der Saison 2010/11 Deutscher Meister der Frauen vor dem 1. FFC Frankfurt. Torschützenkönigin mit 25 Toren wird Conny Pohlers (1. FFC Frankfurt, Deutschland).
- England: Manchester United gewinnt die Meisterschaft vor dem Titelverteidiger FC Chelsea. Torschützenkönige mit 21 Toren werden Dimitar Berbatow (Manchester United, Bulgarien) und Carlos Tévez (Manchester City, Argentinien).
- England (Frauen): Sieger der ersten FA Women’s Super League-Saison 2011 wird der Arsenal Ladies FC. Vizemeister wird der Birmingham City LFC. Torschützenkönigin mit 14 Toren wird Rachel Williams (Birmingham City LFC, England).
- Frankreich: OSC Lille gewinnt die Meisterschaft vor Titelverteidiger Olympique Marseille. Torschützenkönig mit 25 Toren wird Moussa Sow (OSC Lille, Senegal).
- Frankreich (Frauen): Meister der französischen Division 1 Féminine wird Olympique Lyon vor Paris Saint-Germain. Torschützenkönigin mit 20 Toren wird Laëtitia Tonazzi (Juvisy FCF, Frankreich).
- Italien: Der AC Mailand gewinnt die Meisterschaft vor Titelverteidiger Inter Mailand. Torschützenkönig mit 28 Toren wird Antonio Di Natale (Udinese Calcio, Italien).
- Japan: Kashiwa Reysol gewinnt die Meisterschaft vor Titelverteidiger Nagoya Grampus. Torschützenkönig mit 23 Toren wird Joshua Kennedy (Nagoya Grampus, Australien).
- Niederlande: Ajax Amsterdam gewinnt die Meisterschaft vor den Titelverteidiger FC Twente Enschede. Torschützenkönig mit 23 Toren wird Björn Vleminckx (NEC Nijmegen, Belgien).
- Österreich: SK Sturm Graz wird zum dritten Mal österreichischer Fußballmeister. Torschützenkönig mit 21 Toren wird Roland Linz (FK Austria Wien, Österreich).
- Polen: Sieger der Ekstraklasa-Saison 2010/11 wird Wisła Krakau. Torschützenkönig mit 14 Toren wird Tomasz Frankowski (Jagiellonia Białystok, Polen).
- Portugal: Der FC Porto gewinnt die Meisterschaft vor Titelverteidiger Benfica Lissabon. Torschützenkönig mit 23 Toren wird Hulk (FC Porto, Brasilien).
- Schweiz: Der FC Basel wird Sieger der 114. Schweizer Meisterschaft. Torschützenkönig mit 27 Toren wird Alexander Frei (FC Basel, Schweiz).
- Spanien: FC Barcelona sichert sich wieder die spanische Meisterschaft vor Real Madrid. Torschützenkönig mit 41 Toren 1 wird Cristiano Ronaldo (Real Madrid, Portugal).
- Spanien (Frauen): Rayo Vallecano wird in der Saison 2010/11 zum dritten Mal hintereinander Spanischer Meister der Frauen vor Espanyol Barcelona.
- Südkorea: Jeonbuk Hyundai Motors gewinnt die südkoreanische Meisterschaft. Torschützenkönig mit 23 Toren wird Dejan Damjanović (FC Seoul, Montenegro).
- Tschechien: Sieger in der Saison 2010/11 der höchsten tschechischen Spielklasse wird Viktoria Pilsen vor Sparta Prag. Torschützenkönig mit 19 Toren wird David Lafata (FK Baumit Jablonec, Tschechien).
- USA: Im Finale der Major League Soccer setzte sich LA Galaxy mit 1:0 gegen Houston Dynamo durch. Torschützenkönige mit 16 Toren werden Dwayne De Rosario (D.C. United, Kanada) und Chris Wondolowski (San José Earthquakes, Vereinigte Staaten).
- USA (Frauen): Im Finale der Women’s Professional Soccer setzten sich Western New York Flash gegen Philadelphia Independence im Elfmeterschießen durch. Torschützenkönigin mit 10 Toren wird Marta (Western New York Flash, Brasilien).

#### Internationale Vereinsmeisterschaften
- UEFA Champions League: Der FC Barcelona bezwingt am 28. Mai im Wembley-Stadion in London Manchester United mit 3:1.
- UEFA Women’s Champions League: Olympique Lyon bezwingt am 26. Mai im Craven Cottage in London den 1. FFC Turbine Potsdam mit 2:0.
- UEFA Europa League: In Dublin gewinnt der FC Porto am 18. Mai mit 1:0 gegen Sporting Braga.
- AFC Champions League: Al-Sadd bezwingt am 5. November im Jeonju-World-Cup-Stadion in Jeonju Jeonbuk Motors mit 4:2 i. E.
- CONCACAF Champions League: Im Finale aus Hin- und Rückspiel bezwingt der CF Monterrey aus Mexiko Real Salt Lake aus den Vereinigten Staaten.
- OFC Champions League: Im Finale aus Hin- und Rückspiel bezwingt der Auckland City FC aus Neuseeland den Amicale FC aus Vanuatu.
- Die Copa Libertadores gewinnt im Finale aus Hin- und Rückspiel der FC Santos (Brasilien) gegen Club Atlético Peñarol (Uruguay).
- Die CAF Champions League gewinnt im Finale aus Hin- und Rückspiel der Espérance Sportive de Tunis (Tunesien) gegen Wydad Casablanca (Marokko).
- Die FIFA-Klub-Weltmeisterschaft sichert sich der FC Barcelona (Spanien) durch ein 4:0 gegen den FC Santos (Brasilien).

## Gewichtheben
- Europameisterschaften im Gewichtheben 2011 vom 11. bis 17. April in Kasan, Russland
- Weltmeisterschaften im Gewichtheben 2011

## Grasski
- Grasski-Weltcup 2011
- Grasski-Weltmeisterschaft 2011

## Handball
- Handball-Weltmeisterschaft der Frauen 2011

## Hockey

### Feld
- Feldhockey-Europameisterschaft der Damen 2011
- Feldhockey-Europameisterschaft der Herren 2011

### Halle
- Hallenhockey-Weltmeisterschaft 2011 vom 8. bis 13. Februar in Posen

## Inlinehockey
- IIHF Inlinehockey-Weltmeisterschaft 2011 vom 19. bis 25. Juni in Pardubice, Tschechien

## Judo
- Judo-Europameisterschaften 2011 vom 21. bis 23. April in Istanbul

## Kanusport
- Kanurennsport-Weltmeisterschaften 2011
- Kanuslalom-Weltmeisterschaften 2011

## Leichtathletik
- Leichtathletik-Halleneuropameisterschaften 2011
- Leichtathletik-Jugendweltmeisterschaften 2011
- Leichtathletik-Junioreneuropameisterschaften 2011
- Leichtathletik-U23-Europameisterschaften 2011 vom 14. bis 17. Juli in Ostrava, Tschechien
- Leichtathletik-Südamerikameisterschaften 2011
- Leichtathletik-Weltmeisterschaften 2011 in Daegu, Südkorea
- Crosslauf-Afrikameisterschaften 2011
- Crosslauf-Europameisterschaften 2011
- Crosslauf-Weltmeisterschaften 2011

## Mountainbike-Orienteering
- Mountainbike-Orienteering-Weltmeisterschaften 2011 vom 20. bis 28. August in Vicenza, Italien

## Motorradsport

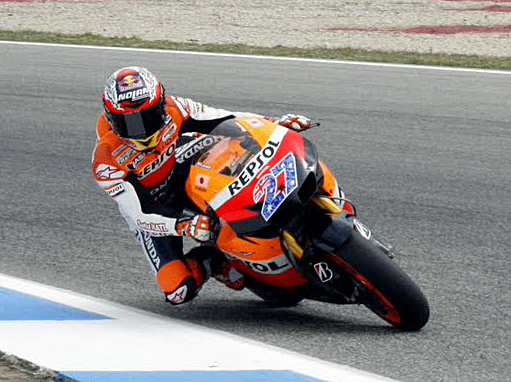
MotoGP-Weltmeister Casey Stoner 2001 beim Großen Preis von Portugal in Estoril.

### Motorrad-Weltmeisterschaft
- Motorrad-Weltmeisterschaft 2011

Zwischen dem 20. März und dem 6. November wurden insgesamt 18 Rennen ausgetragen. Die seit 1949 bestehende 125-cm³-Klasse wurde in dieser Saison zum letzten Mal ausgetragen und ab dem folgenden Jahr durch die Moto3-Klasse ersetzt.
Überschattet wurde die Saison vom Tod des 24-jährigen Italieners Marco Simoncelli, der beim MotoGP-Lauf zum Großen Preis von Malaysia auf dem Sepang International Circuit zu Sturz kam, von den nachfolgenden Colin Edwards und Valentino Rossi überrollt wurde und noch am selben Tag den dabei erlittenen schwersten Kopf-, Hals- und Brustkorbverletzungen erlag.

#### MotoGP-Klasse (800 cm³)
- Weltmeister in der MotoGP-Klasse (800 cm³) wird der Australier Casey Stoner auf Honda vor dem Spanier Jorge Lorenzo auf Yamaha und seinem Landsmann Andrea Dovizioso (Honda). Für den 26-jährigen Stoner ist dies nach 2007 bereits der zweite WM-Titel seiner Laufbahn. In der Konstrukteurswertung setzt sich Honda vor Yamaha und Ducati durch.

#### Moto2-Klasse (600 cm³)
- In der zum zweiten Mal ausgetragenen Moto2-Klasse gewinnt der 21-jährige Deutsche Stefan Bradl auf Kalex den Titel. Zweiter wird der Spanier Marc Márquez, Dritter der Italiener Andrea Iannone (beide Suter). In der Konstrukteurswertung setzt sich Suter vor Kalex und FTR durch. Für Bradl ist dies der erste WM-Titel seiner Karriere und gleichzeitig der erste für einen deutschen Piloten seit Dirk Raudies 1993 125-cm³-Weltmeister wurde.

#### 125-cm³-Klasse
- Den Titel in der letztmals ausgetragenen 125-cm³-Klasse gewinnt der 23-jährige Spanier Nicolás Terol auf Aprilia vor dem Franzosen Johann Zarco (Derbi) und seinem Landsmann Maverick Viñales (ebenfalls Aprilia). In der Konstrukteurswertung setzt sich Aprilia vor Derbi und Mahindra durch. Für Terol ist dies der erste WM-Titel seiner Laufbahn.

### Superbike-Weltmeisterschaft
- Der 39-jährige Spanier Carlos Checa gewinnt auf Ducati 1098R vor den Italienern Marco Melandri (Yamaha YZF-R1) und Max Biaggi (Aprilia RSV4 Factory) die Fahrerwertung. Für Checa ist dies der erste WM-Titel seiner langen Laufbahn. In der Konstrukteurswertung setzt sich Ducati gegen Yamaha und Aprilia durch und gewinnt seinen 17. Konstrukteurstitel in dieser Serie.

Details: Superbike-Weltmeisterschaft 2011

### Supersport-Weltmeisterschaft
- Der Brite Chaz Davies gewinnt auf Yamaha YZF-R6 vor dem Spanier David Salom (Kawasaki ZX-6R) und dem Franzosen Fabien Foret (Honda CBR 600 RR) die Fahrerwertung. Für den 24-Jährigen ist dies der erste WM-Titel seiner Karriere. In der Konstrukteurswertung setzt sich Yamaha gegen Honda und Kawasaki durch.

Details: Supersport-Weltmeisterschaft 2011

### Internationale Deutsche Motorradmeisterschaft
- IDM-Saison 2011

### Isle of Man TT
- Bei den zwischen dem 4. und 10. Juni ausgetragenen Straßenrennen auf der Isle of Man gewinnt der 39-jährige Engländer John McGuinness auf Honda das Superbike sowie das Senior-Rennen. In Rennen A der Junior-Kategorie siegt der Neuseeländer Bruce Anstey, Rennen B gewinnt der Engländer Gary Johnson (beide Honda). Im Lauf in der Superstock-Klasse siegt der 23-jährige Nordire Michael Dunlop auf Kawasaki und im TT-Zero-Rennen der 39-jährige Engländer Michael Rutter auf MotoCzysz.
- In der Seitenwagen-Klasse gewinnt der Österreicher Klaus Klaffenböck zusammen mit seinem einheimischen Beifahrer Daniel Sayle auf LCR-Honda das erste und das englische Duo John Holden / Andrew Winkle auf LCR-Suzuki das zweite Rennen.

## Orientierungslauf
- Orientierungslauf-Weltmeisterschaften 2011 im Département Savoie, Frankreich
- Orientierungslauf-Weltcup 2011

## Para-Ski
- Paraski Europacup 2011

## Pferdesport
- Europameisterschaften im Dressurreiten 2011
- Europameisterschaften im Springreiten 2011
- Europameisterschaften im Vielseitigkeitsreiten 2011
- FEI Nations Cup 2011
- Global Champions Tour 2011
- Riders Tour 2011
- Weltcup: Westeuropaliga 2011/2012 (Dressurreiten)
- Weltcup: Westeuropaliga 2011/2012 (Springreiten)
- Weltcupfinale 2011
- World Dressage Masters 2011/2012

## Ringen
- Ringer-Europameisterschaften 2011
- Ringer-Weltmeisterschaften 2011 vom 12. bis 19. September in Istanbul

## Rodeln
- Rennrodel-Weltmeisterschaften 2011
- Naturbahnrodel-Junioreneuropameisterschaft 2011
- Naturbahnrodel-Weltmeisterschaft 2011

## Rudern
- Ruder-Weltmeisterschaften 2011 vom 28. August bis 4. September in Bled, Slowenien

## Rugby
- Rugby-Union-Weltmeisterschaft 2011 vom 9. September bis 23. Oktober in Neuseeland

## Schwimmen
- Schwimmweltmeisterschaften 2011
- Freiwassereuropameisterschaften 2011

## Segelsport
- Segel-Weltmeisterschaft 2011 vom 3. bis 18. Dezember vor Perth, Australien

## Shorttrack
- Shorttrack-Europameisterschaften 2011 vom 14. bis 16. Januar in Heerenveen, Niederlande

## Skeleton
- Skeleton-Europameisterschaft 2011
- Skeleton-Weltmeisterschaft 2011

## Ski Alpin
- Alpine Skiweltmeisterschaften 2011 vom 7. bis 20. Februar in Garmisch-Partenkirchen

## Ski Nordisch
- Nordische Junioren-Skiweltmeisterschaften 2011
- Nordische Skiweltmeisterschaften 2011

### Skispringen
- FIS-Ladies-Winter-Tournee 2011 im Januar
- FIS-Team-Tour 2011 vom 29. Januar bis 6. Februar in Deutschland
- Skisprung-Sommer-Grand Prix 2011

## Ski-Orientierungslauf
- Ski-Orientierungslauf-Weltmeisterschaft 2011 vom 20. bis 28. März in Tänndalen, Schweden

## Snowboard
- Snowboard-Weltmeisterschaften 2011 vom 15. bis 22. Januar in La Molina, Spanien

## Speedski
- Speedski-Weltmeisterschaft 2011 vom 18. bis 21. April in Verbier, Schweiz

## Taekwondo
- Taekwondo-Weltmeisterschaften 2011 vom 1. bis 6. Mai in Gyeongju, Südkorea

## Telemark
- Telemark-Weltmeisterschaft 2011 vom 16. bis 19. März in Rjukan, Norwegen

## Tennis

### Grand-Slam-Turniere
| Turnier                               | Herren                     | Ergebnis      | Damen                           | Ergebnis | Herren-Doppel                             | Ergebnis    | Damen-Doppel                        | Ergebnis  | Mixed                                 | Ergebnis      |
| ------------------------------------- | -------------------------- | ------------- | ------------------------------- | -------- | ----------------------------------------- | ----------- | ----------------------------------- | --------- | ------------------------------------- | ------------- |
| 17.–30. Januar: Australian Open       | Novak Đoković Andy Murray  | 6 4 2 3       | Kim Clijsters Li Na             | 3 6 3 3  | Bryan/ Bryan Bhupathi/ Paes               | 6 3 4       | Dulko/ Pennetta Asaranka/ Kirilenko | 2 7 6 5 1 | Srebotnik/ Nestor Chang/ Hanley       | 6 3 10 3 6 07 |
| 22. Mai bis 5. Juni: French Open      | Rafael Nadal Roger Federer | 7 6 6 5 6 7 1 | Li Na Francesca Schiavone       | 6 7 4 6  | Mirny/ Nestor Cabal/ Schwank              | 7 3 6 6 6 4 | Hlaváčková/ Hradecká Mirza/ Vesnina | 6 4 3     | Dellacqua/ Lipsky Srebotnik/ Zimonjić | 7 4 10 6 6 07 |
| 20. Juni bis 3. Juli: Wimbledon       | Novak Đoković Rafael Nadal | 6 1 6 4 1 6 3 | Petra Kvitová Marija Scharapowa | 6 3 4    | Bryan/ Bryan Lindstedt/ Tecău             | 6 7 3 4 6   | Peschke/ Srebotnik Lisicki/ Stosur  | 6 3 1     | Benešová/ Melzer Wesnina/ Bhupathi    | 6 3 2         |
| 29. August bis 12. September: US Open | Novak Đoković Rafael Nadal | 6 6 6 2 4 7 1 | Samantha Stosur Serena Williams | 6 2 3    | Melzer/ Petzschner Fyrstenberg/ Matkowski | 6 2 2       | Huber/ Raymond King/ Schwedowa      | 4 7 6 6 6 | Oudin/ Sock Dulko/ Schwank            | 7 4 10 6 6 08 |

### World Tour Finals

#### ATP Tour Finals
| Finale                     | Einzel                           | Ergebnis    | Doppel                                            | Ergebnis |
| -------------------------- | -------------------------------- | ----------- | ------------------------------------------------- | -------- |
| 20.–27. November in London | Roger Federer Jo-Wilfried Tsonga | 6 6 6 3 7 3 | Maks Mirny / Daniel Nestor Fyrstenberg/ Matkowski | 6 7 3 5  |

#### WTA Championships
| Finale                      | Einzel           | Ergebnis    | Doppel                              | Ergebnis |
| --------------------------- | ---------------- | ----------- | ----------------------------------- | -------- |
| 25.–30. Oktober in Istanbul | Kvitová Asaranka | 7 4 6 5 6 3 | Huber / Raymond Peschke / Srebotnik | 6 4 4    |

### World Team Cup
| Finale                    | Begegnung               | Ergebnis |
| ------------------------- | ----------------------- | -------- |
| 15.–21. Mai in Düsseldorf | Deutschland Argentinien | 2 1      |

### Davis Cup
| Finale                    | Begegnung           | Ergebnis |
| ------------------------- | ------------------- | -------- |
| 2.–4. Dezember in Sevilla | Spanien Argentinien | 3 1      |

### Fed Cup
| Finale                   | Begegnung                 | Ergebnis |
| ------------------------ | ------------------------- | -------- |
| 5.–6. November in Moskau | Tschechoslowakei Russland | 3 2      |

### Hopman Cup
| Finale                | Begegnung                  | Ergebnis |
| --------------------- | -------------------------- | -------- |
| 1.–8. Januar in Perth | Vereinigte Staaten Belgien | 2 1      |

## Tischtennis
- Tischtennisweltmeisterschaft 2011 vom 8. bis 15. Mai in Rotterdam

## Turnen
- Turn-Europameisterschaften 2011
- Turn-Weltmeisterschaften 2011

## Wasserball
- Wasserball-Weltmeisterschaften 2011

## Wasserspringen
- Europameisterschaften im Wasserspringen 2011 vom 8. bis 13. März in Turin

## Gestorben

### Januar
- 03. Januar: Alfred Proksch, österreichischer Leichtathlet (* 1908)
- 07. Januar: Derek Gardner, britischer Automobildesigner (* 1931)
- 09. Januar: Georges Vanbrabant, belgischer Radrennfahrer (* 1926)
- 11. Januar: Henning Larsen, dänischer Leichtathlet (* 1910)
- 12. Januar: Hans Bütikofer, Schweizer Bobfahrer und Wasserballspieler (* 1915)
- 13. Januar: Marian Woyna-Orlewicz, polnischer Skilangläufer und Nordischer Kombinierer (* 1913)
- 15. Januar: Jaime Errázuriz, chilenischer Skirennläufer (* 1923)
- 27. Januar: Johanne Daybwad, norwegische Skirennläuferin (* 1918)

### Februar
- 03. Februar: Robert Young, US-amerikanischer Leichtathlet (* 1916)
- 19. Februar: Ollie Matson, US-amerikanischer American-Football-Spieler (* 1930)
- 28. Februar: Éliane Jacq, französische Sprinterin (* 1948)

### März
- 09. März: Inge Sørensen, dänische Schwimmerin (* 1924)
- 10. März: Nick Harbaruk, polnisch-kanadischer Eishockeyspieler (* 1943)
- 19. März: Gustav Lantschner, österreichisch-deutscher Skirennläufer (* 1910)
- 23. März: Fritz Tschannen, Schweizer Skispringer (* 1920)

### April
- 05. April: Stefán Jónsson, isländischer Wasserballspieler (* 1918)
- 17. April: Wolfram Koppen, deutscher Judoka (* 1939)
- 25. April: Joe Perry, US-amerikanischer American-Football-Spieler (* 1927)

### Mai
- 01. Mai: Anny Rüegg, Schweizer Skirennfahrerin (* 1912)
- 03. Mai: Marianna Nagy, ungarische Eiskunstläuferin (* 1929)
- 05. Mai: Alice Bridges, US-amerikanische Schwimmerin (* 1916)
- 14. Mai: Teuvo Laukkanen, finnischer Skilangläufer (* 1919)
- 17. Mai: Joseph Galibardy, indischer Hockeyspieler (* 1915)
- 22. Mai: Rudolf Schumacher, deutscher Turner (* 1908)
- 25. Mai: Jiřina Nekolová, tschechoslowakische Eiskunstläuferin (* 1931)
- 28. Mai: Luigi Valenzano, italienischer Automobilrennfahrer (* 1920)
- 30. Mai: Hans Nogler, österreichischer Skirennläufer (* 1919)
- 31. Mai: Andy Robustelli, US-amerikanischer American-Football-Spieler (* 1925)

### Juni
- 03. Juni: John Henry Johnson, US-amerikanischer American-Football-Spieler (* 1929)
- 06. Juni: John Mackey, US-amerikanischer American-Football-Spieler (* 1941)
- 20. Juni: Domnitsa Lanitou-Kavounidou, zyprische Leichtathletin (* 1914)

### Juli
- 05. Juli: Mika Myllylä, finnischer Skilangläufer (* 1969)
- 09. Juli: Percy Oliver, australischer Schwimmer (* 1919)

### August
- 02. August: Attilio Pavesi, italienischer Radrennfahrer (* 1910)
- 11. August: Don Chandler, US-amerikanischer American-Football-Spieler (* 1934)
- 12. August: Kunio Nandō, japanischer Eisschnellläufer und Sportfunktionär (* 1916)
- 16. August: Pete Pihos, US-amerikanischer American-Football-Spieler (* 1923)
- 21. August: John J. Kelley, US-amerikanischer Marathonläufer (* 1930)
- 30. August: Holger Seebach, dänischer Fußballspieler (* 1922)

### September
- 03. September: Finn Helgesen, norwegischer Eisschnellläufer (* 1919)
- 04. September: Lee Roy Selmon, US-amerikanischer American-Football-Spieler (* 1954)
- 07. September: Josef Vašíček, tschechischer Eishockeyspieler (* 1980)

### Oktober
- 06. Oktober: Sepp Rogger, Schweizer Eisschnellläufer (* 1915)
- 09. Oktober: Lars Palmén, finnischer Badmintonspieler (* 1929)
- 09. Oktober: James Worrall, kanadischer Leichtathlet und Sportfunktionär (* 1914)
- 20. Oktober: Antoine Pazur, französischer Fußballspieler (* 1931)
- 21. Oktober: Drikus Veer, niederländischer Motorradrennfahrer (* 1918)
- 27. Oktober: Giancarlo Vitali, italienischer Fußballspieler und -trainer (* 1926)

### November
- 08. November: Ed Macauley, US-amerikanischer Basketballspieler (* 1928)
- 09. November: Roger Christian, US-amerikanischer Eishockeyspieler (* 1935)
- 11. November: Hellmut May, österreichischer Eiskunstläufer und Eiskunstlauftrainer (* 1921)
- 19. November: Karl Aage Præst, dänischer Fußballspieler (* 1922)
- 20. November: Mario Martiradonna, italienischer Fußballspieler (* 1938)
- 25. November: Wassili Alexejew, russischer Gewichtheber und Olympiasieger (* 1942)
- 30. November: Peter Lunn, britischer Skirennläufer (* 1914)

### Dezember
- 01. Dezember: Ragnhild Hveger, dänische Schwimmerin (* 1920)
- 08. Dezember: Giorgio Mariani, italienischer Fußballspieler (* 1946)
- 12. Dezember: Heini Lohrer, Schweizer Eishockeyspieler (* 1918)